# Baku City Circuit
Baku City Circuit, tidigare Baku Street Circuit (azerbajdzjanska: Bakı Şəhər Halqası), är en  6,006 km lång racerbana i Baku i Azerbajdzjan. Banan stod som värd för Europas Grand Prix i Formel 1 2016. Från 2017 körs Azerbajdzjans Grand Prix på banan. Banan är designan av den tyska bandesignern Hermann Tilke.